# Národní důchod
Národní důchod je čistý domácí produkt měřený důchodovou metodou a po odečtení nepřímých daní z podnikání. (Čistý domácí produkt je hrubý domácí produkt bez odpisů, jež vyjadřují znehodnocení kapitálu.)
Národní důchod je tedy souhrn příjmů výrobních faktorů na daném území za určité období (obvykle jeden rok).
Národní důchod zahrnuje:
- mzdy a platy
- renty vlastníků kapitálu
- příjmové úroky
- zisky firem